# Auguste Marie Taunay
Auguste-Marie Taunay (París, 23 de mayo de 1768-Río de Janeiro, 24 de abril de 1824) fue un escultor francés, hermano de Nicolas Antoine Taunay.

## Biografía

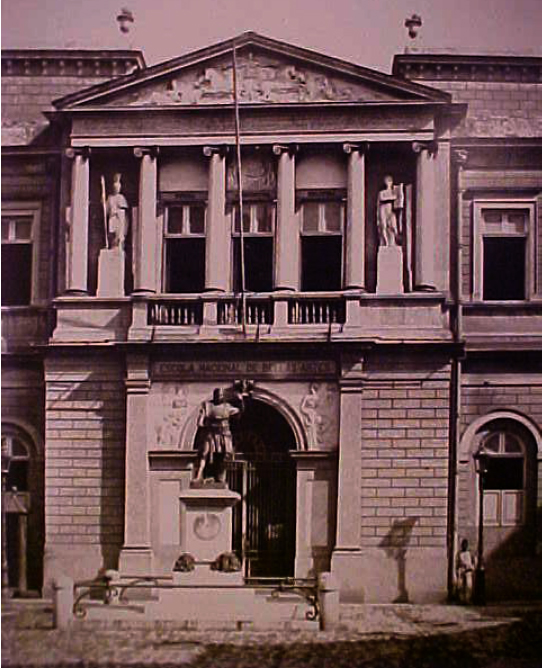
Fachada de la Academia Imperial de Belas-Artes fotografiada por Marc Ferrez en 1891.

Alumno de Jean Guillaume Moitte. Quedó segundo en la convocatoria del Premio de Roma de 1790, por detrás de Pierre-Charles Bridan. Se convirtió en pensionado en el palacio Mancini, de la Academia de Francia en Roma, al obtener el Primer Gran Premio de Roma en 1791.
Entre 1793 y 1799, se refugia con su hermano Nicolas en Montmorency para evitar El Terror. Regresó a París, y se dedicó casi exclusivamente e reproducir esculturas de la antigüedad . Entre 1802 y 1807, obtiene un contrato como escultor extra-numerario en la Manufactura de Sèvres. Durante este periodo, muchas de sus esculturas , son reproducidas en porcelana . En 1807, participó en la decoración de la escalera del Louvre y del Arco de Triunfo del Carrusel.
Con la caída del Imperio, prefirió exiliarse y partió en 1816, con su hermano Nicolas Antoine Taunay, al Brasil, integrando la llamada misión artística francesa (del francés: mission artistique française). Es nombrado entonces, titular de la cátedra de escultura en la nueva Academia imperial de las bellas artes en Río de Janeiro. En 1817, participó en la decoración de la ciudad para las celebraciones por la llegada de la Archiduquesa Leopoldina y su matrimonio con Dom Pedro, con los artistas franceses Grandjean de Montigny, Debret, y los hermanos Marc y Zéphyrin Ferrez. En 1818, con Debret y Grandjean de Montigny, dirige la ornamentación de la plaza imperial para las fiestas conmemorativas de la aclamación de Juan VI.
Aunque era el primer profesor de escultura de la academia , no pudo obtener el cargo oficial. Con sus compañeros de la Misión artística francesa , Debret, Montigny y Félix Émile Taunay, mantuvo un enfrentamiento con los miembros lusoparlantes de la institución, lo que llevó a la creación de los cursos independientes de la academia.
Falleció en Río de Janeiro el 24 de abril de 1824.

## Obras
Entre las mejores y más conocidas obras de Auguste Marie Taunay se incluyen las siguientes:
- Jean-Baptiste Muiron, chef de bataillon (1774-1796), busto de mármol, en el Castillo de Versalles  (enlace roto disponible en Internet Archive; véase el historial, la primera versión y la última).
- Antoine-Louis-Charles, général-comte de Lasalle (1775-1809), escultura de mármol, periodo del pirimer Imperio (1804-1814) (altura 219 cm) , en el Castillo de Versalles  (enlace roto disponible en Internet Archive; véase el historial, la primera versión y la última). y  (enlace roto disponible en Internet Archive; véase el historial, la primera versión y la última).
- busto de Antoine-Louis-Charles, conde Lasalle, general de division (1775-1809), modelado en yeso, en el Castillo de Versalles  (enlace roto disponible en Internet Archive; véase el historial, la primera versión y la última). y  (enlace roto disponible en Internet Archive; véase el historial, la primera versión y la última).
- Decoración de la Escalier du Midi en el Louvre.[1]
- Decoración del Arco de Triunfo del Carrusel

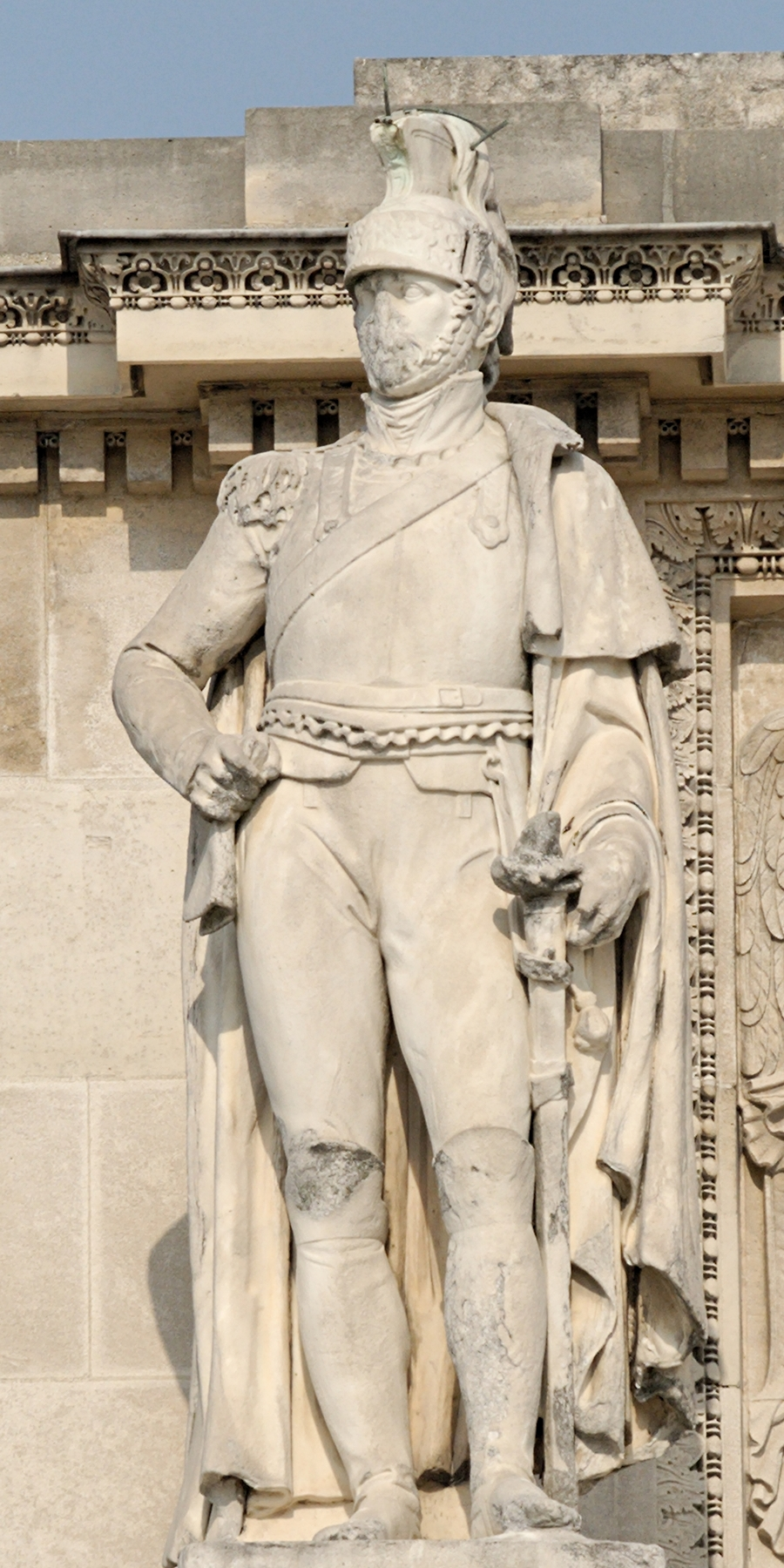
Coracero del Arco de Triunfo del Carrusel
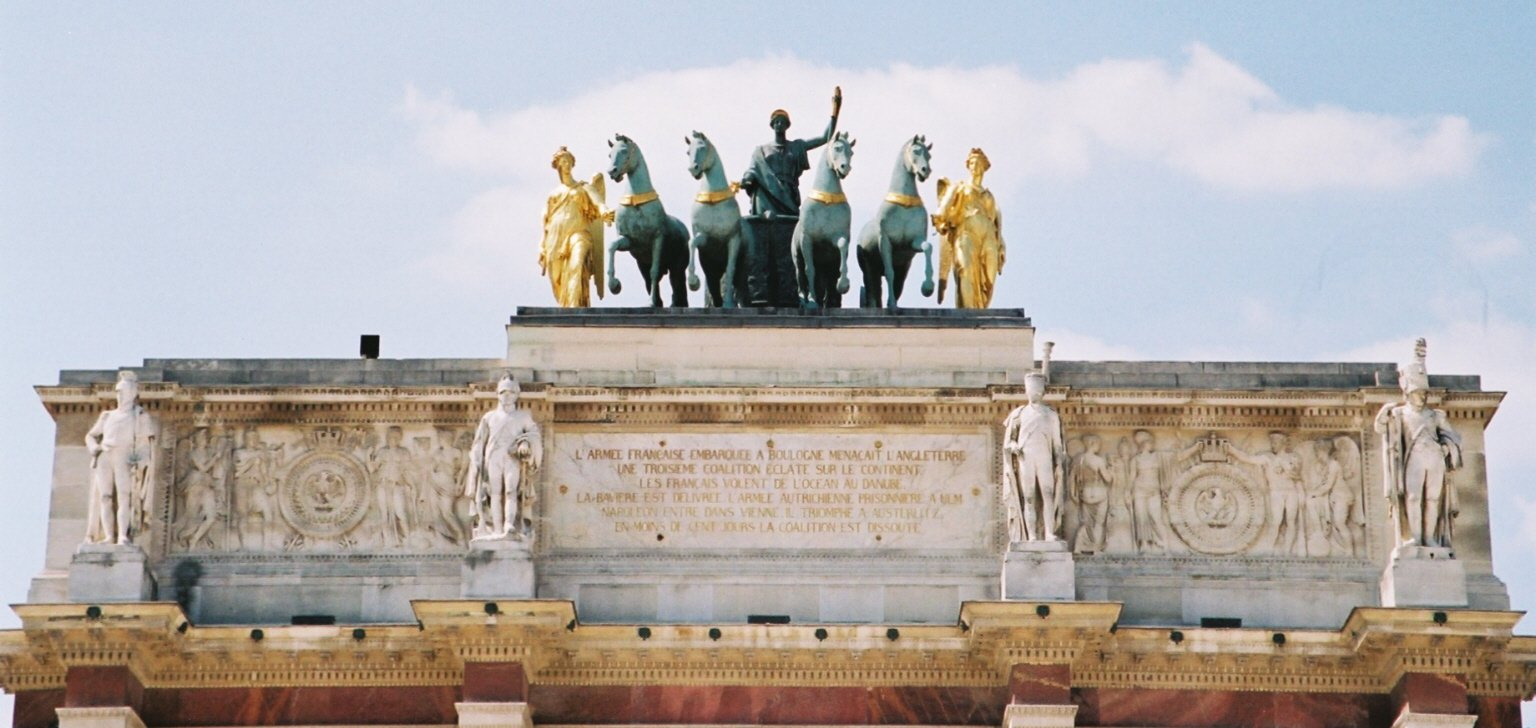
Friso superior, con las esculturas de los soldados:el coracero de Taunay, el dragón de Corbet, el granadero a caballo de Chinard, y el zapador de Dumont.
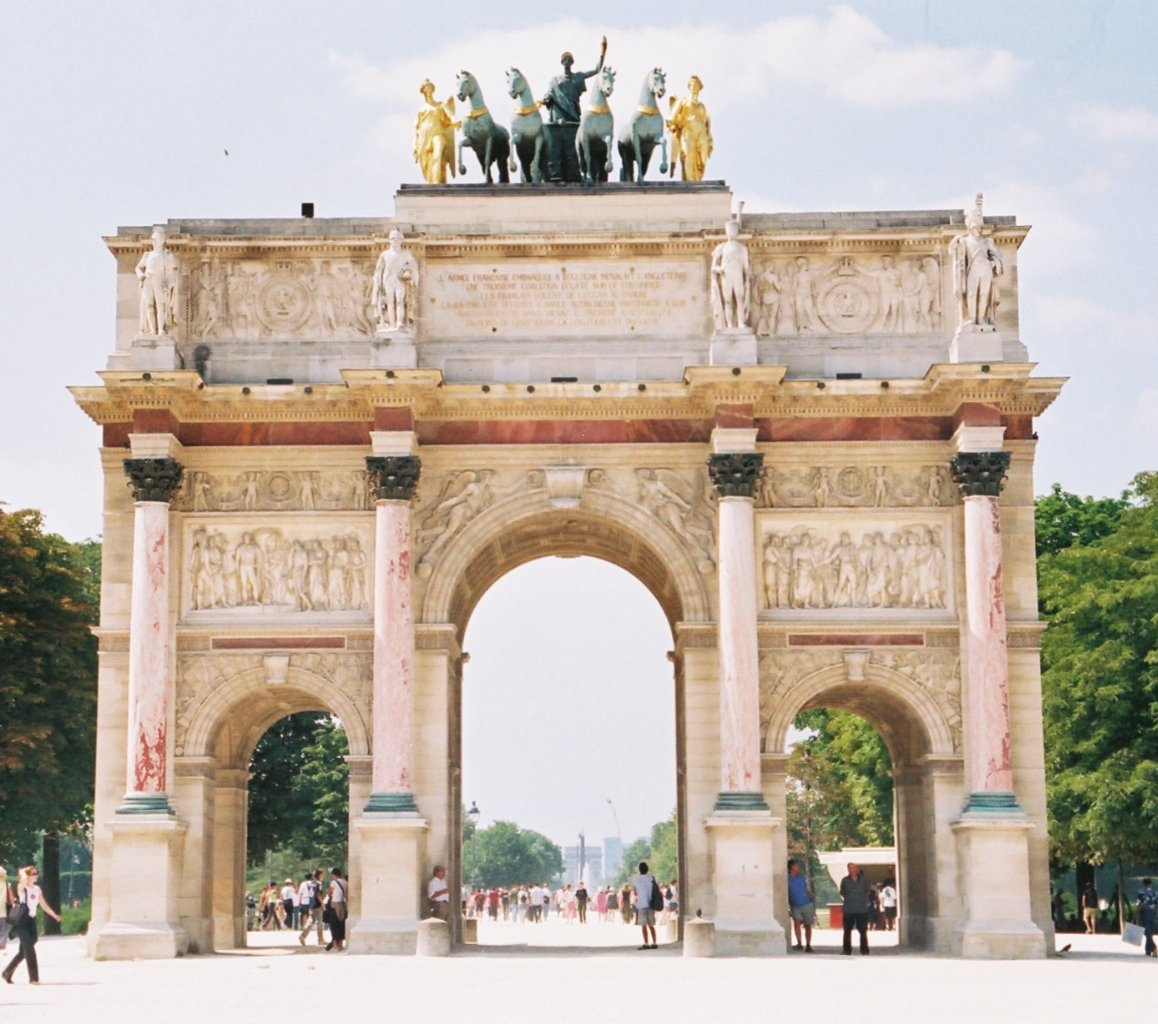
Aspecto general del Arco de Triunfo del Carrusel